# Elaphoglossum ekmanii
Elaphoglossum ekmanii är en träjonväxtart som beskrevs av Carl Frederik Albert Christensen. Elaphoglossum ekmanii ingår i släktet Elaphoglossum och familjen Dryopteridaceae. Inga underarter finns listade.